# Isle of Jura (distillerie)
Isle of Jura est une distillerie de whisky située sur l'île de Jura dans les Hébrides intérieures en Écosse. Contrairement à ses voisines d'Islay, la distillerie de Jura produit un whisky léger et non tourbé (même s’il existe des versions tourbées) .

## Histoire
Les traces de distillation sur l’île remontent jusqu’en 1502, ce qui en fait un des lieux de distillation les plus anciens connus. La distillerie de l'île changea souvent de nom: elle a été nommée successivement Caol'nan Eilean, Craighouse, Small Isles et Lagg
.
La première distillerie officielle sur Jura fut construite en 1810 sous le nom de Small Isles Distillery par Archibald Campbell, près d'une grotte où se distillait illégalement du whisky. Une licence au nom de William Abercrombie fut accordée en 1831. En 1932, Archibald Fletcher pris la tête de la distillerie et y resta une vingtaine d'années. Elle changea souvent de propriétaire au cours du XIXe siècle: J&A Gardner, Norman Buchanan, J.K. & D. Orr et enfin James Furgusson, qui l'acquit en 1875 et la reconstruisit en 1884, où la production atteignit 65 000 Gallons/an .
En 1901, une décision du propriétaire des terres Colin Campbell de lever un impôt sur toutes les constructions décida la famille Furgusson à déménager tout le matériel vers Glasgow. Ceci ne suffit pas à décourager le propriétaire qui continua à poursuivre les Furgusson. Ceux-ci démontèrent alors les toits de la distillerie, une loi exonérant d'impôt toutes les constructions sans toit.
Après ce long arrêt, la construction d'une distillerie fut décidée pour redynamiser l'économie de l'île. Une nouvelle distillerie fut reconstruite avec le soutien financier de Scottish & Newcastle Breweries. L’architecte Delmé Evans (auteur, entre autres, des distilleries Glenallachie et Tullibardine) reconstruisit la distillerie à l'emplacement exact de l'ancienne.
Le 26 avril 1963, la nouvelle distillerie fut officiellement inaugurée.
Le nombre de ses alambics doubla en 1978.
La Scottish & Newcastle Breweries céda la distillerie à Invergordon qui fut elle-même absorbée par White & Mackay qui devint en 2001 Kyndal Spirits. La société Kyndal Spirits changea son nom en 2003 pour devenir la Whyte and Mackay dont la distillerie est encore un de ses fleurons. 
En 2006, le whisky Isle of Jura a été récompensé d’un label de qualité Or, attribué par l’institut international de la qualité Monde Selection.
En mai 2007, Whyte and Mackay est achetée par United Spirits, filiale de UB Group, une entreprise indienne pour la somme de 595 millions d'euros. En novembre 2012, c'est Diageo qui prend le contrôle partiel de United Spirits Limited et par conséquent, de la marque Isle of Jura.
En mai 2014, à la suite de l'acquisition de United Breweries Group par Diageo, ce dernier est contraint de vendre une partie des activités de United Breweries Group dans le whisky conformément au souhait de l'autorité de la concurrence britannique. Whyte and Mackay est alors vendu pour 430 millions de livres soit l'équivalent de 729 millions de dollars à l'entreprise philippine Emperador.

## Caractéristiques et embouteillages
Par le passé, la distillerie produisait un single malt beaucoup plus tourbé, très proche de ses voisins de l'île d'Islay.
Jura utilise des alambics de très grande taille (plus de 8 mètres de haut) permettant un meilleur reflux des vapeurs d'alcool en milieu d'alambic. Ceci permet d'obtenir à la sortie du premier alambic un distillat (lows wines) plus riche. L'orge, provenant de la malterie de Port Ellen, est très légèrement tourbée. Les durées de fermentations sont très longues (59 h).
Jura produit un malt corpulent mais doux et assez huileux. Très typé Highlands, il ne révèle que de manière très furtive l'influence de la tourbe mais son caractère insulaire reste perceptible à travers de légères notes salées. Les versions plus âgées gagnent en complexité et finesse.
Embouteillages :

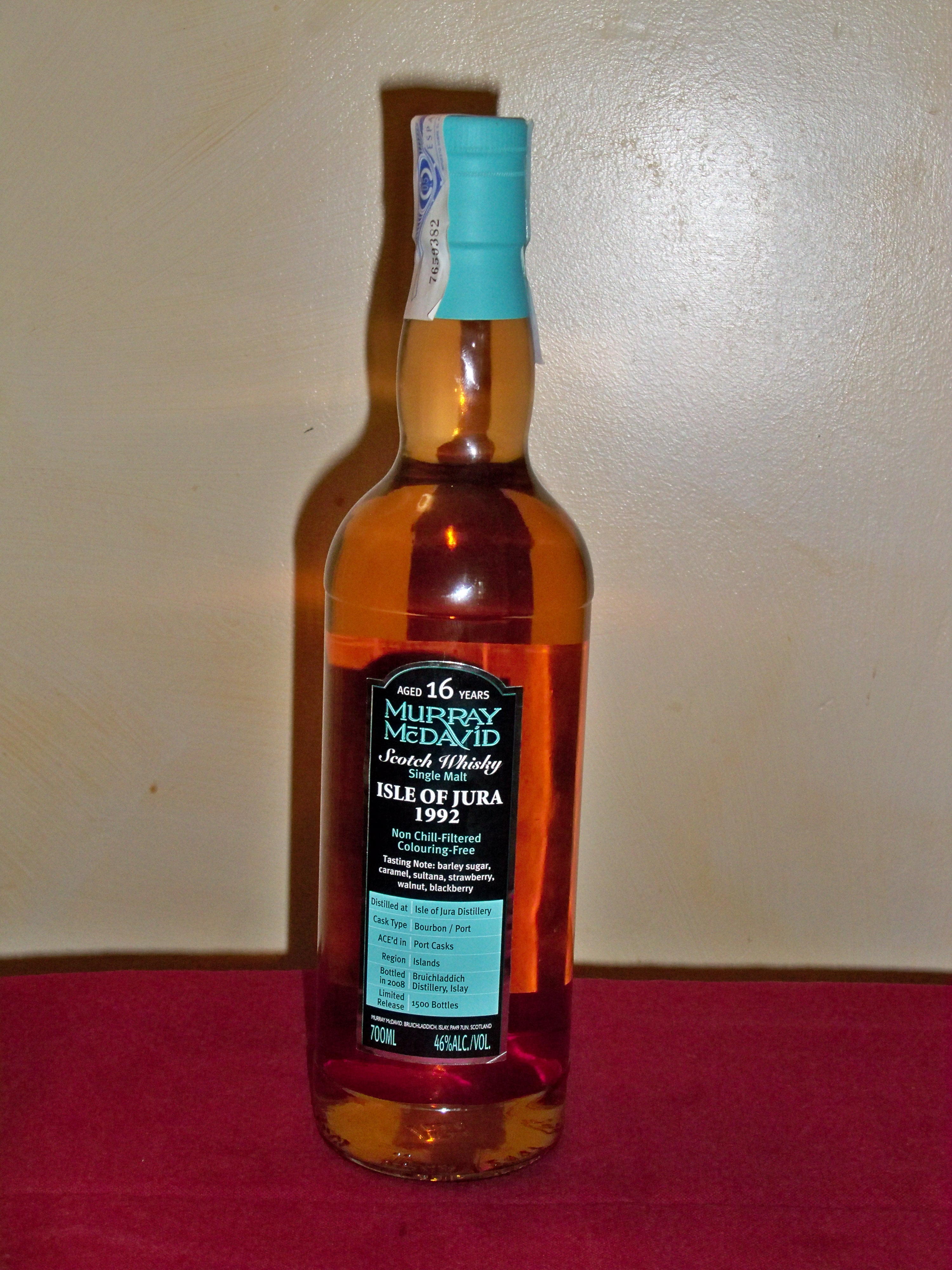
Isle of Jura 1992, 16 ans d'âge

- Isle of Jura Origin 10 ans 40 % (non tourbé)
- Isle of Jura Superstition 43 % (légèrement tourbé)
- Isle of Jura Prophecy 46 % (fortement tourbé)
- Isle of Jura Duriach's Own 16 ans 40 % (non tourbé)
- Isle of Jura Elixir 12 ans 40% (non tourbé)
- Isle of Jura Special Edition 43 %
- Isle of Jura 16 ans 40 %
- Isle of Jura 18 ans 40 %
- Isle of Jura 1974 44,5 %
- Isle of Jura 40 ans 45,1 %

La distillerie produit aussi des éditions limitées "Tastival" millésimées pour le festival de l'île. Enfin, certains embouteillages destinés aux boutiques de duty free (les Boutique Barrels) sont également disponibles.